# 施氏紋唇魚
施氏紋唇魚（学名：Osteochilus schlegelii）是輻鰭魚綱鯉形目鯉科的其中一個種，分布於亞洲泰國至印尼，體長可達40公分，棲息在中底層水域。